# ルイ・ド・ノアイユ

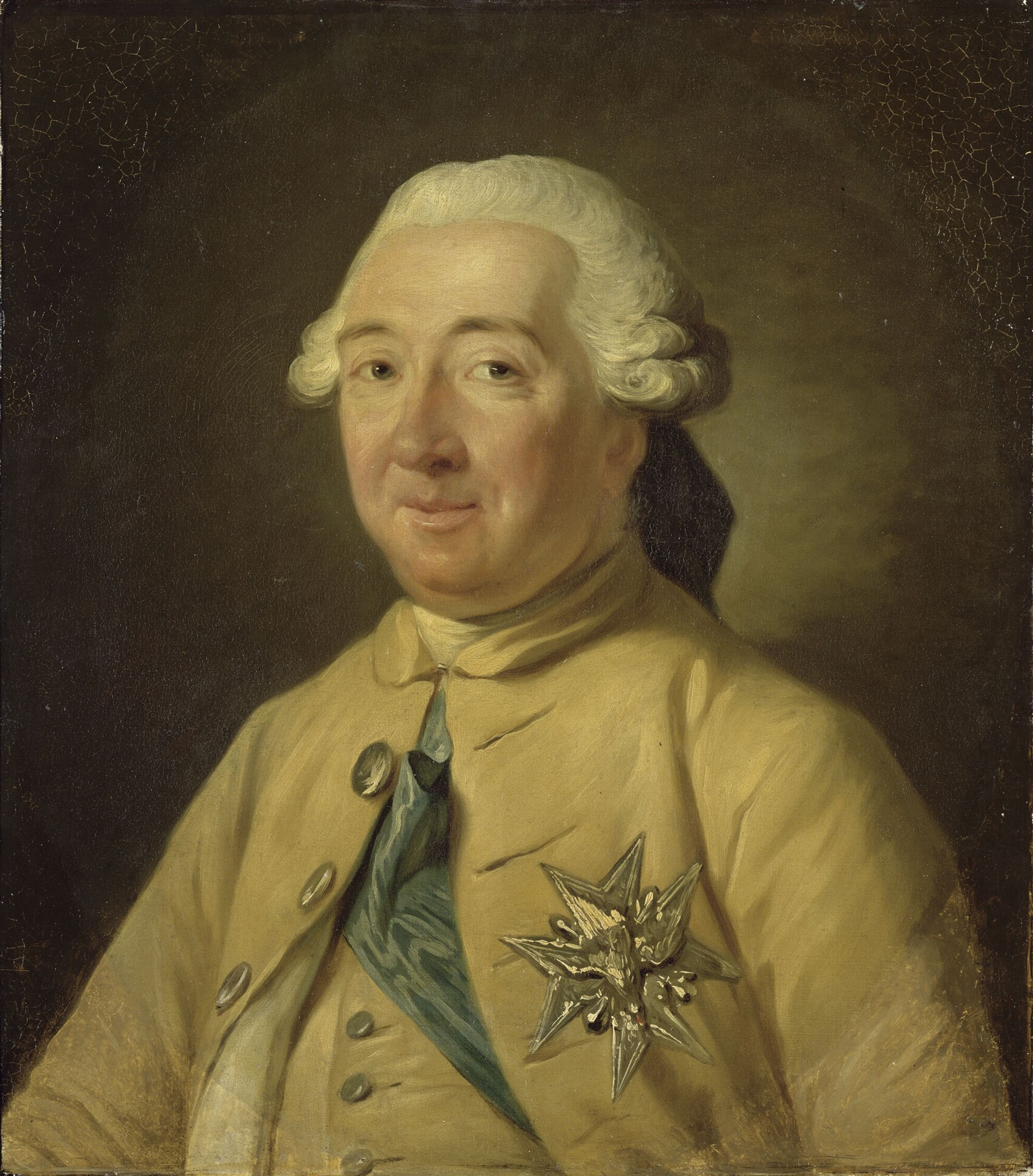
ノアイユおよびアヤン公爵ルイ、ヴェルサイユ宮殿所蔵。

第4代ノアイユ公爵ルイ・ド・ノアイユ（フランス語: Louis de Noailles, 4e duc de Noailles、1713年4月21日 ヴェルサイユ - 1793年8月22日 サン＝ジェルマン＝アン＝レー）は、フランス王国の貴族、軍人。1775年、フランス元帥に叙された。

## 生涯
第3代ノアイユ公爵アドリアーン・モーリス・ド・ノアイユとフランソワーズ・シャルロット・ドービニェの長男として生まれた。1766年に父が死去するまでアヤン公爵の称号を有し、父が死去するとノアイユ公爵を継承した。
ポーランド継承戦争、オーストリア継承戦争、七年戦争に参戦した。特段軍功を立てたわけではなかったが、1775年にフランス元帥に叙された。1789年にサン＝ジェルマン＝アン＝レー城主に任命され、フランス革命が勃発後も国外への逃亡を拒否したが、革命がクライマックスに達する前の1793年8月に老衰で亡くなったためギロチンを逃れた。

## 家族
1737年2月25日、カトリーヌ・フランソワーズ・シャルロット・ド・コッセと結婚して2男2女をもうけた。
- ジャン＝ルイ＝ポール＝フランソワ・ド・ノアイユ（英語版）（1739年 - 1824年）
- アドリアンヌ・カトリーヌ・ド・ノアイユ（英語版）（1741年 - 1814年）
- エマニュエル・マリー・ルイ・ド・ノアイユ（英語版）（1743年 - 1822年）
- フィリッピーヌ・ルイーズ・カトリーヌ・ド・ノアイユ（1745年 - 1791年）